# Rhacophorus viridis
Rhacophorus viridis es una especie de ranas de la familia Rhacophoridae.

## Distribución geográfica
Es endémica de las islas Ryūkyū (Japón).